# 萨瑟兰 (艾奥瓦州)
薩瑟蘭（英語：Sutherland）是一個位於美國愛荷華州奧布賴恩縣的城市。

## 地理
薩瑟蘭的座標為42°58′21″N 95°29′49″W / 42.97250°N 95.49694°W，而該地的平均海拔高度為435米（即1427英尺）。

## 人口
根據2010年美國人口普查的數據，薩瑟蘭的面積為2.25平方千米，當中陸地面積為2.25平方千米，而水域面積為0.00平方千米。當地共有人口649人，而人口密度為每平方千米288人。